# 도요후사촌
도요후사촌(豊房村)은 지바현 아와군에 일찍이 존재했던 촌이다. 현재의 다테야마시 남동부에 해당한다.

## 역사
- 1889년 4월 1일 - 정촌제 시행에 의해 아와군 도요후사촌이 성립하였다.
- 1954년 5월 3일 - 도미사키촌, 니시자키촌, 간베촌, 고코노에촌, 다테노촌과 함께 다테야마시에 편입해, 동일 도요후사촌은 폐지되었다.

## 관련링크
- 지바현 아와군 도요후사촌 (12B0020039) -- 역사적 행정구역 데이터세트 베타 버전